# Драгош (име)
Драгош је српско мушко име, настало од придева драг.
Име Драгош се ређе налази и не спада у 100 најбројнијих српских имена.

## Познате личности са именомДрагош
- Драгош Калајић, српски сликар, новинар и писац.